# Sant Serni de Suterranya
Sant Serni de Suterranya és una església d'arquitectura popular d'època gòtica, que en succeí una d'anterior romànica. És l'església parroquial del poble de Suterranya, en el terme actual de Tremp, al Pallars Jussà.
Està situat al centre del clos del poble, en un lloc costerut, una mica laberíntic. Davant de la façana de ponent s'obre una mica de plaça, molt petita, si la comparem amb l'alçada de ponent de l'església.
L'església és d'una nau, amb voltes de creueria que semblen restes d'una part gòtica. L'edifici es troba en cantonera, formant una petita plaça amb la façana principal, que està molt deformada, destacant un òcul i un campanar de cadireta de dos ulls, rematat per una petita espadanya d'un forat. Els murs són de carreus de pedra reblats, que tenen molt deteriorat l'arrebossat. La coberta és de teula àrab.
A la part meridional de l'església es conserven uns fragments de paret que recorden, per la seva factura, les obres romàniques.

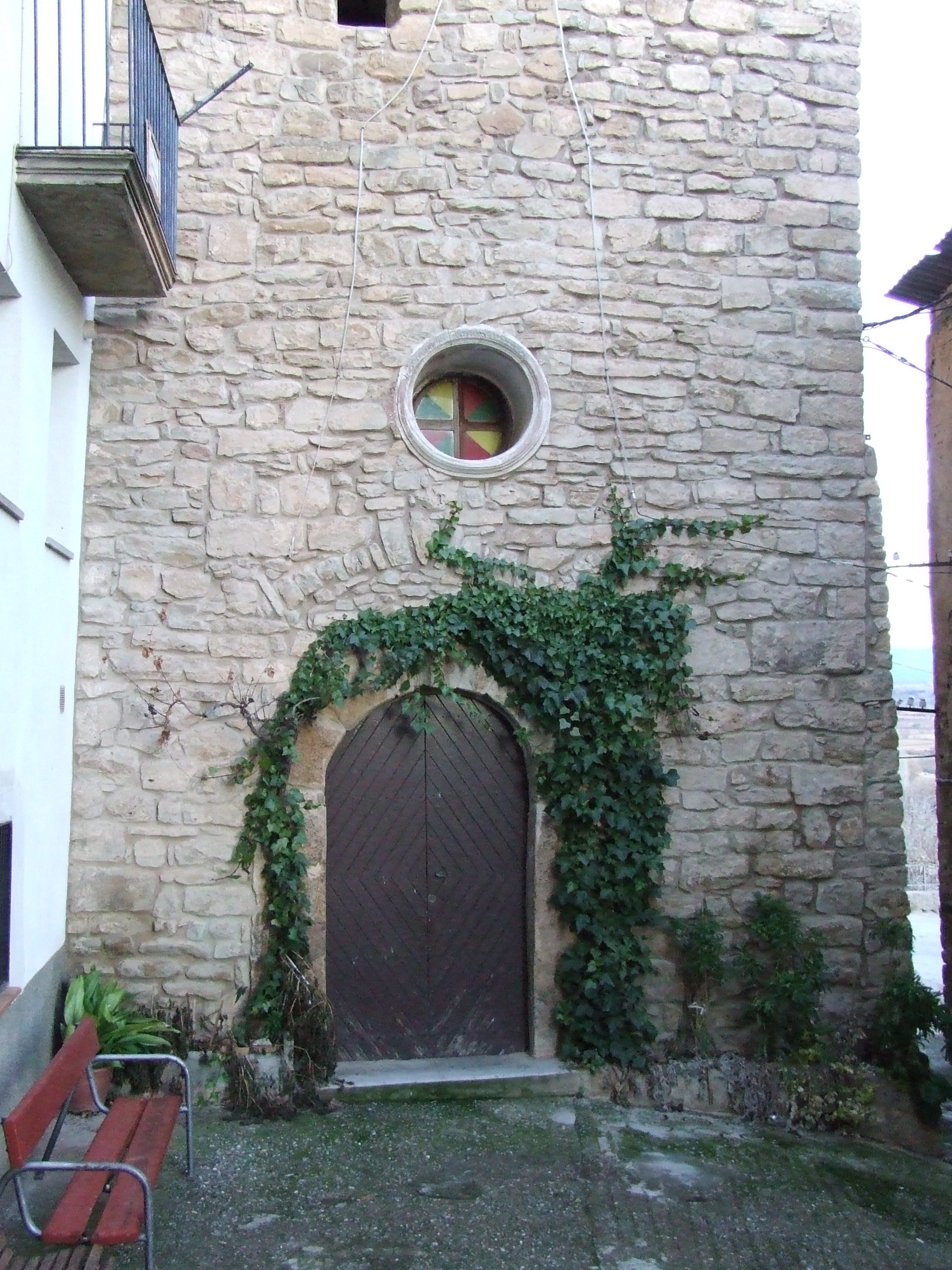
Porta a la façana de ponent
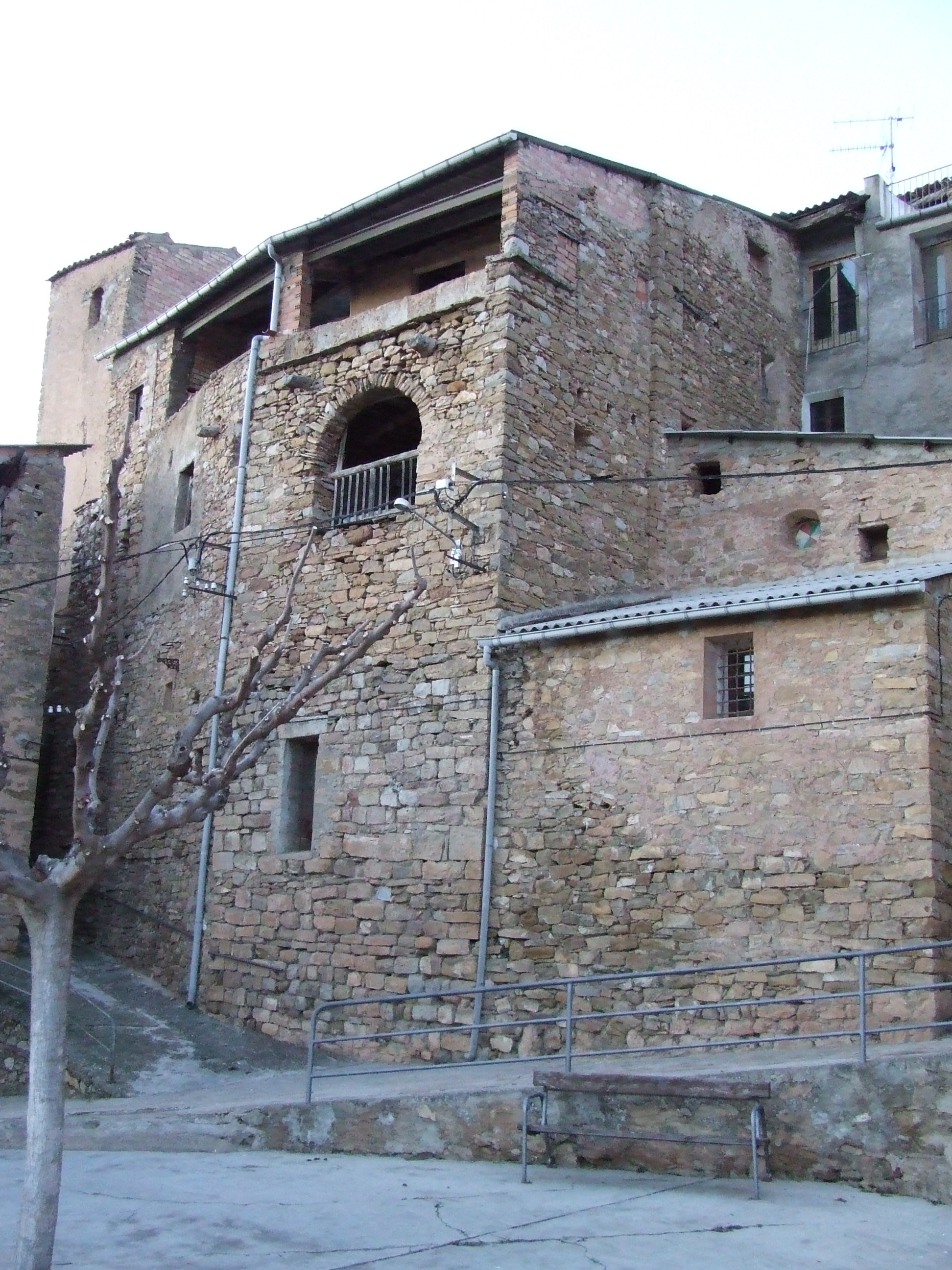
Part meridional